# Jean Messiha
Jean Messiha, né le 10 septembre 1970 au Caire (Égypte), est un haut fonctionnaire, éditorialiste, homme politique et polémiste d'extrême droite français. Il travaille au sein du ministère de la Défense de 2005 à 2016. 
Il se fait connaître du grand public en 2016 du fait de son engagement auprès de Marine Le Pen dans la perspective des élections présidentielles de 2017. Sa notoriété s'amplifie ensuite en raison de ses participations aux émissions de C8 et de CNews et aussi de son activité sur les réseaux sociaux. 
Délégué national du Rassemblement national et membre de son bureau national à partir de 2018, il quitte ce parti politique en 2020. Par la suite, il soutient Éric Zemmour au cours de la campagne présidentielle de 2022.

## Situation personnelle

### Naissance, origines et installation en France
Né Hossam Botros Messiha (en arabe : حُسَّام بُطْرُس مَسِّيحَة, Ḥussām Buṭrus Massīḥa) le 10 septembre 1970 au Caire, il est le fils d'un diplomate égyptien, chrétien copte, et d'une mère chimiste, « élevée chez les sœurs du Caire ». Il grandit d'abord au Caire puis en Colombie. Il arrive en France à l'âge de huit ans. Il réside dans le quartier Cité-Briand à Mulhouse, puis à Courbevoie et Franconville,.
En 1990, à 20 ans, il est naturalisé français et adopte son prénom de baptême, Jean,.

### Formation et carrière
Il effectue sa classe de Terminale au lycée Saint-Louis-de-Gonzague. Il est par la suite étudiant à l'université Paris-Nanterre, il obtient un diplôme d'études approfondies (DEA) en économie, suivi d'un doctorat à l'université de Metz après soutenance d'une thèse, en 1999, intitulée Le Statut économique des politiques budgétaires face aux traités de Maastricht et d'Amsterdam,,. 
Diplômé de l'Institut d'études politiques de Paris (promotion 1996),, il intègre en 2003 l'École nationale d'administration (promotion Romain-Gary) après deux échecs au concours d'entrée. À l'issue de sa scolarité en 2005, il opte pour le corps des administrateurs civils, affecté au ministère de la Défense,.
En 2014, il est nommé adjoint au sous-directeur du pilotage opérationnel au sein du service parisien de soutien de l'administration centrale au ministère de la Défense. Il est mis à sa demande en disponibilité de la fonction publique en 2016 lorsqu'il entre en politique. 
En 2020, il fonde l'Institut Apollon, « une sorte de cercle de réflexion autour des idées d'extrême droite » selon le site web de La Dépêche du Midi. Cet institut est rebaptisé « Vivre Français » en 2021.

### Vie privée
Jean Messiha a été marié à Rania Elias, collaboratrice parlementaire de Louis Aliot de 2017 à 2020, avec laquelle il est en instance de divorce en 2023. Il est en couple avec la trésorière de l'Institut Apollon, Anaïs Herscovici, depuis 2022.

## Parcours politique

### Ascension au Front national puis au Rassemblement national
D'après Marianne, « Jean Messiha a adressé sa candidature à Marine Le Pen en 2014 ». Il la rencontre pour la première fois en 2015. En février 2016, il adhère au Front national. À l'automne, il est chargé de coordonner le projet présidentiel du parti en faisant une synthèse entre les travaux qui remontent des différents cercles conseillant Marine Le Pen. À partir de l'été 2016, il est le porte-parole des « Horaces », un club d'extrême droite composé de hauts fonctionnaires et de cadres du privé qui alimentent le projet de la candidate ; il est le seul membre du groupe à le revendiquer publiquement. 
Candidat aux élections législatives de 2017 dans la 4e circonscription de l'Aisne, il se présente comme « l'exemple parfait de la réussite et de l'assimilation ». Il recueille 43,7 % des voix au second tour face au candidat LREM, Marc Delatte.
En 2018, il est nommé délégué national du Rassemblement national pour les études et argumentaires et intègre le bureau national du parti. L'année suivante, il fait part de son souhait de mener la liste du RN pour les élections municipales de 2020 à Paris, contraignant la fédération parisienne du parti à reconsidérer son accord avec Serge Federbusch. Le RN choisit finalement de soutenir la candidature de Federbusch. Jean Messiha est cependant chargé d'être tête de liste d'un arrondissement mais ne présente pas de candidature.
En vue de l'élection présidentielle de 2022, il travaille dès 2019 sur le volet économique du programme de Marine Le Pen.

### Derniers engagements et départ du Rassemblement national
Le RN lui refuse de figurer sur la liste du parti aux élections européennes de 2019 ainsi qu'aux élections régionales de 2021 dans l'Aisne,.
Il quitte le RN le 3 novembre 2020. L'Opinion indique qu'il « tire les conclusions de ses déceptions successives et d'une divergence de ligne sur les questions d'identité », et que « malgré une petite notoriété auprès de la base militante, il se sentait ostracisé par la direction, lui qui n'était pas invité à la traditionnelle rentrée de Fréjus depuis 2016 ». 

### Engagement auprès d'Éric Zemmour pour l'élection présidentielle de 2022
Il fonde fin 2020 l'Institut Apollon, un cercle de réflexion d'extrême droite (présenté par Le Monde comme une « association confidentielle ») se donnant pour objectif de recruter « des centaines » de candidats pour les élections législatives de 2022,. Il soutient Éric Zemmour pour l'élection présidentielle de 2022 et devient porte-parole de sa campagne en janvier 2022,. Le 28 avril 2022, après l'annonce des résultats du premier tour, Jean Messiha annonce qu'il quitte Reconquête. Il reprend ses activités au sein de l'Institut Apollon, précisant « qu'il sera plus utile pour défendre les idées du camp national ailleurs ».
Lors des élections européennes de 2024 en France, il est candidat en huitième position sur la liste Reconquête menée par Marion Maréchal.

## Présence dans les médias et activisme
Il fait ses premières apparitions médiatiques à l'occasion de la campagne présidentielle de 2017 sur LCI et BFM TV. En août 2017, il est annoncé comme éditorialiste dans l'émission Hondelatte raconte sur Europe 1, mais la direction de la station l'écarte : Frédéric Schlesinger, vice-président d'Europe 1, met alors en cause les « polémiques que lance monsieur Messiha, notamment par voie numérique ».
Il devient alors un habitué des plateaux de télévision, notamment dans Morandini Live et L'Heure des pros sur CNews et dans Balance ton post ! et Touche pas à mon poste ! sur C8. Ainsi Arrêt sur images indique en 2020 que « Jean Messiha semble faire partie des meubles sur les plateaux du groupe Canal »,. Son débat avec Yassine Belattar, dans Balance ton post !, est vu plus de 700 000 fois sur YouTube. Gaël Brustier estime que « Jean Messiha a fait un choix consubstantiel à l'esprit du temps en politique : la notoriété, l'instantané et la fréquentation des plateaux télé priment sur l'action militante au sens large. Ce sont les ingrédients d'une individualisation de la parole et d'une privatisation de ses canaux ».
S'exprimant abondamment sur les réseaux sociaux, il dispose de quelque 40 000 abonnés sur Twitter en 2019, de 110 000 en 2020. En juin 2021, son compte est fermé par Twitter à la suite de propos jugés islamophobes,. Il est réactivé en janvier 2023, quelques mois après le rachat du réseau social par Elon Musk.
En juillet 2023, il lance sur le site GoFundMe une collecte de fonds en faveur de la famille du policier mis en examen pour avoir tué Nahel Merzouk. Celle-ci recueille plus d'un million d'euros en quelques jours.
Le 8 novembre 2023, l'Arcom décide que son temps de parole à la télévision et à la radio doit être décompté en tant que personnalité politique, le classant par défaut dans la catégorie « divers droite ».

## Prises de position
Jean Messiha est un représentant de l'extrême droite,,,,,,,,.

### Identitarisme, immigration, islam et grand remplacement
Il se dit « assimilé, Arabe à l'extérieur, Français à l'intérieur » ou encore « Français de souche par naturalisation »,. En 2017, il se dit « choqué » d'apprendre que malgré sa naturalisation, il est toujours considéré comme un immigré par l'Insee, car il est né à l'étranger avec une nationalité étrangère.
Plaidant pour une immigration « à dose homéopathique », adepte de la théorie complotiste et raciste du grand remplacement,, il juge l'islam « incompatible avec la République », même s'il dit ne pas le confondre avec « les musulmans ». Après l'attentat de Conflans-Sainte-Honorine, il plaide pour déclarer l'islam « incompatible avec la République », et présente la décapitation de Samuel Paty comme l'œuvre d'« un musulman en colère », ce qui conduit Marine Le Pen à déclarer que cet avis n'est « ni le [sien] ni celui du Rassemblement national ».

### Euroscepticisme et sortie de l’euro
Jean Messiha déclare être devenu eurosceptique et souverainiste à la suite des travaux qu'il a menés de 1994 à 1999 pour sa thèse de doctorat sur les politiques budgétaires face aux traités européens de Maastricht et d'Amsterdam. Il s'oppose à l'euro et prône un « protectionnisme intelligent ».

### Pandémie de Covid-19
Dans le contexte de la pandémie de Covid-19, il s'exprime sur les polémiques relatives à Didier Raoult et Luc Montagnier. Arrêt sur images estime que « sans se positionner clairement sur ces sujets, Messiha laisse entendre, dans une rhétorique typiquement conspirationniste, que certains tentent de les faire taire pour des motifs peu clairs ».

## Polémiques et affaires judiciaires

### Revenus
Pendant la campagne présidentielle de 2017, il est rémunéré 12 700 euros net par mois en tant que conseiller spécial de Marine Le Pen,.  En théorie, il ne doit plus être rémunéré par le ministère de la Défense, duquel il s'est mis en disponibilité. Mais d'après Mediapart, il a continué, de 2017 à 2022, à  percevoir 6 000 euros par mois de ce ministère, sans compter les primes annuelles, pour un poste dont ce dernier n'a pas communiqué le contenu.
La Commission nationale des comptes de campagne et des financements politiques (CNCCFP) décide d'exclure toutes les prestations de Jean Messiha du remboursement octroyé par l'État au RN pour sa campagne des élections européennes de 2019, notamment pour avoir identifié deux notes facturées par Jean Messiha mais figurant également sur le site du RN. La CNCCFP prend cette décision en considérant par ailleurs que l'entreprise de Jean Messiha avec laquelle il a facturé ses notes a été fermée en septembre 2016, soit plus de deux ans avant la campagne.

### Plagiats
Il quitte le RN en 2018 pour avoir été « hostile à la stratégie de dédiabolisation et d'ouverture engagée par le parti de Marine Le Pen », mais « son départ du RN n'était pas dû qu'à un désaccord de ligne » mais aussi à sa pratique régulière du plagiat, notamment pour des notes et argumentaires facturés au parti.
Le même journal rapporte qu'il est l'objet d'une plainte de la part du journaliste Loup Viallet, auteur d'un ouvrage sur la politique africaine de la France, qui accuse Jean Messiha d'avoir plagié une quarantaine de lignes d'une de ses tribunes. Selon Loup Viallet, Jean Messiha « n'a jamais reconnu sa responsabilité dans ce qui s'apparente à une infraction pénale »,.

### Condamnation judiciaire
Le 18 octobre 2021, il est condamné à 1 500 euros d'amende par le tribunal judiciaire de Versailles pour injure publique à l'encontre du préfet des Yvelines, Jean-Jacques Brot, et à 2 000 euros au titre de la réparation de son préjudice moral, pour l'avoir qualifié d'« ami des islamistes »,.